# Belgijski evrokovanci
Belgijski evrokovanci imajo vsi isti motiv, portret trenutnega belgijskega kralja. Prvi kovanci so prikazovali profil in monogram kralja Alberta II., medtem ko je na kovancih iz leta 2014 in novejših prikazan kralj Filip Belgijski. 
Leta 2002 sta dva statistika s Poljske ugotovila, da belgijski kovanec za 1 € večkrat pade na grb kot na cifro.

## Podoba belgijskih evrokovancev

### 1. serija
| Belgijski evrokovanci (1999) – zadnja stran | Belgijski evrokovanci (1999) – zadnja stran | Belgijski evrokovanci (1999) – zadnja stran                                   |
| 0,01 €                                      | 0,02 €                                      | 0,05 €                                                                        |
| ------------------------------------------- | ------------------------------------------- | ----------------------------------------------------------------------------- |
|                                             |                                             |                                                                               |
| Profil in monogram kralja Alberta II.       |                                             |                                                                               |
| 0,1 €                                       | 0,2 €                                       | 0,5 €                                                                         |
|                                             |                                             |                                                                               |
| Profil in monogram kralja Alberta II.       |                                             |                                                                               |
| 1 €                                         | 2 €                                         | Rob kovanca za 2 €                                                            |
|                                             |                                             | Številka 2 med dvema zvezdicama, izmenično obrnjena na glavo, skupaj šestkrat |
| Profil in monogram kralja Alberta II.       |                                             |                                                                               |
|                                             |                                             |                                                                               |

### 2. serija
| Belgijski evrokovanci (2014) – zadnja stran | Belgijski evrokovanci (2014) – zadnja stran | Belgijski evrokovanci (2014) – zadnja stran                                   |
| 0,01 €                                      | 0,02 €                                      | 0,05 €                                                                        |
| ------------------------------------------- | ------------------------------------------- | ----------------------------------------------------------------------------- |
|                                             |                                             |                                                                               |
| Profil in monogram kralja Filipa            |                                             |                                                                               |
| 0,1 €                                       | 0,2 €                                       | 0,5 €                                                                         |
|                                             |                                             |                                                                               |
| Profil in monogram kralja Filipa            |                                             |                                                                               |
| 1 €                                         | 2 €                                         | Rob kovanca za 2 €                                                            |
|                                             |                                             | Številka 2 med dvema zvezdicama, izmenično obrnjena na glavo, skupaj šestkrat |
| Profil in monogram kralja Filipa            |                                             |                                                                               |
|                                             |                                             |                                                                               |